# Triumph Daytona 675
Lanzada en el mercado en 2006, la Daytona 675 es una motocicleta deportiva del fabricante de motos inglés Triumph que sustituyó a la Triumph Daytona 650.
Condecorada con cuatro premios internacionales (Best Middleweight Road Bike of 2006 - Cycle World; Motorcycle of the Year 2006 - Motorcyclist; Master Bike 2006 - Supersports Winner; Supertest 2006 - Supersports Winner), la Triumph Daytona 675 tuvo todo su desarrollo enfocado en la máxima eficiencia. Actualmente domina el segmento de las "600" , reconocida por su sonido característico medio grave con silbido metálico.
A diferencia de la anterior Daytona 650, Triumph apostó por un motor tricilíndrico, sacrificando potencia a altas revoluciones del motor, pero obteniendo un motor más lleno a medio régimen.

## Daytona 675 (2006-2012)
El primer modelo de la Daytona 675 tenía un peso declarado en seco de 165kg y 185kg peso oficial con líquidos. La potencia era de 126cv a 12,600rpm con un par de 72,3 Nm a 11750rpm. Existieron diversos modelos SE, que simplemente era una combinación diferente de colores (negra con detalles dorados para el modelo <2009, y azul y blanca para el >2009).
Este modelo se actualizó en 2009 con una óptica frontal más redondeada y con un modelo R más orientada a trackdays con suspensión Ohlins, frenos Brembo y quickshifter de serie.

## Daytona 675 (2013-2017)
En 2012 se aumentó en 3cv la potencia del modelo anterior (128cv), y actualizando su diseño (como por ejemplo el escape por el lateral, a diferencia del modelo anterior con el escape por encima de la rueda trasera). Se dejó de producir al no pasar la normativa de gases (estaba catalogada como Euro 4). Actualmente la sustitución de este modelo es el modelo de producción limitada diseñado para moto2 con motor de 765cc.

## Revisiones

### 2009
El modelo 2009 de Daytona tenía más de 50 mejoras técnicas según Triumph.  Si bien los únicos cambios cosméticos fueron en el carenado delantero y las señales de giro, el nuevo modelo era más liviano, la ECU se reasignó para aumentar el límite de revoluciones y producir un aumento de potencia de 3 hp (2,2 kW), una primera marcha más alta, y se mejoró el manejo a través de amortiguadores de alta y baja velocidad. Además, la ECU del modelo 2009 es compatible con el cambio rápido plug and play OEM de Triumph.

### 2010
El año modelo 2010 prácticamente no cambió con respecto a la Daytona 675 de 2009, excepto por un grupo de instrumentos rediseñado. Los instrumentos más nuevos tienen una apariencia más moderna, pero no ofrecen ninguna funcionalidad adicional en comparación con el diseño anterior. 
Triumph también ofreció una Daytona 675 de edición especial (SE) 2010 con un esquema de pintura Pearl White en la carrocería, marco azul, palancas ajustables y paneles de relleno de fibra de carbono.  Se produjeron dos versiones del SE, una con el nuevo grupo de instrumentos de 2010 y otra sin él.

### 2011
La Daytona 675 Special Edition de 2011 tiene la misma carrocería Pearl White y el mismo marco Blue que el modelo 2010, pero también incluye como reemplazos estándar de fibra de carbono para los paneles de relleno de la cabina, el escudo térmico del escape, la tapa del escape y el guardabarros trasero, así como el mercado de accesorios ajustable de Triumph. palancas A diferencia del 2010 SE, el 2011 SE también incluye el conjunto de indicadores actualizado que se encontró por primera vez en el modelo estándar de 2010, así como un nuevo diseño de calcomanía inspirado en las carreras. 

### 2011 Daytona 675R
Ofrecido por primera vez a principios de 2011, pero aún como parte del año modelo 2011, Triumph debutó con el Daytona 675R. El 675R no presentó ningún cambio en el motor, en cambio, el enfoque de Triumph estaba en la inclusión estándar de frenos delanteros Brembo , suspensión Öhlins y cambio rápido de Triumph. El 675R tiene guardabarros delantero, guardabarros trasero, tapa de escape, escudo térmico y paneles de relleno de la cabina de fibra de carbono. 

### 2013
El motor triple 2013 es más compacto y un poco más potente debido a un mayor diámetro y una carrera más corta. La bicicleta tiene un cuadro más pequeño, más ligero y más estrecho. Tiene una caja de aire más grande, basculante nuevo, embrague antirrebote y ruedas más livianas. Otros cambios incluyen un indicador de combustible y un escape montado lateralmente en lugar de la configuración debajo del asiento de los modelos anteriores y frenos Brembo traseros en la Standard 675. El ABS es una opción en la moto estándar. La edición 675 de Jason DiSalvo también se presentó este año. Solo se construyeron 40 de ellos que cuentan con una librea personalizada y accesorios exclusivos para ellos. Son bicicletas numeradas, la construcción está grabada en el manillar. Jason DiSalvo firmó personalmente el tanque de gasolina de cada uno de los 40 675.

### 2014
ABS hecho equipo estándar. Se implementa el embrague antirrebote y la palanca de cambios rápida (solo cambio ascendente).

## Especificaciones
Todas las especificaciones son reclamadas y estimadas por el fabricante a menos que se indique lo contrario:
|                                     | 2006 | 2007 | 2008 | 2009-2011 | 2011–12 675R | 2013–16 675 | 2013–16 675R |                                        |
| ----------------------------------- | --- | --- | --- | --- | --- | --- | --- | -------------------------------------- |
| Motor                               | 675 cc (41,2 pulgadas cúbicas) Refrigerado por líquido, 12 válvulas, DOHC, 3 cilindros en línea                                    | 675 cc (41,2 pulgadas cúbicas) Refrigerado por líquido, 12 válvulas, DOHC, 3 cilindros en línea                                    | 675 cc (41,2 pulgadas cúbicas) Refrigerado por líquido, 12 válvulas, DOHC, 3 cilindros en línea                                    | 675 cc (41,2 pulgadas cúbicas) Refrigerado por líquido, 12 válvulas, DOHC, 3 cilindros en línea                                 | 675 cc (41,2 pulgadas cúbicas) Refrigerado por líquido, 12 válvulas, DOHC, 3 cilindros en línea                                                                     | 675 cc (41,2 pulgadas cúbicas) Refrigerado por líquido, 12 válvulas, DOHC, 3 cilindros en línea                                    | 675 cc (41,2 pulgadas cúbicas) Refrigerado por líquido, 12 válvulas, DOHC, 3 cilindros en línea                                                                     |                                        |
| Diámetro × carrera                  | 76,0 mm × 49,6 mm (2,99 pulg. × 1,95 pulg.)                                                                                        | 76,0 mm × 49,6 mm (2,99 pulg. × 1,95 pulg.)                                                                                        | 76,0 mm × 49,6 mm (2,99 pulg. × 1,95 pulg.)                                                                                        | 76,0 mm × 49,6 mm (2,99 pulg. × 1,95 pulg.)                                                                                     | 76,0 mm × 49,6 mm (2,99 pulg. × 1,95 pulg.) | 74,0 mm × 52,3 mm (2,91 pulgadas × 2,06 pulgadas)                                                                                  | 74,0 mm × 52,3 mm (2,91 pulgadas × 2,06 pulgadas) |                                        |
| Índice de compresión                | 13.1:1 | 13.1:1 | 13.1:1 | 13.1:1 | 13.1:1 | 12,65:1 | 12,65:1 |                                        |
| Sistema de combustible              | Inyección de combustible electrónica secuencial multipunto con inyectores gemelos, inducción de aire forzado y SAI                 | Inyección de combustible electrónica secuencial multipunto con inyectores gemelos, inducción de aire forzado y SAI                 | Inyección de combustible electrónica secuencial multipunto con inyectores gemelos, inducción de aire forzado y SAI                 | Inyección de combustible electrónica secuencial multipunto con inyectores gemelos, inducción de aire forzado y SAI              | Inyección de combustible electrónica secuencial multipunto con inyectores gemelos, inducción de aire forzado y SAI                                                  | Inyección de combustible electrónica secuencial multipunto con inyectores gemelos, inducción de aire forzado y SAI                 | Inyección de combustible electrónica secuencial multipunto con inyectores gemelos, inducción de aire forzado y SAI                                                  |                                        |
| Encendido                           | Digital, tipo inductivo, a través del sistema electrónico de gestión del motor.                                                    | Digital, tipo inductivo, a través del sistema electrónico de gestión del motor.                                                    | Digital, tipo inductivo, a través del sistema electrónico de gestión del motor.                                                    | Digital, tipo inductivo, a través del sistema electrónico de gestión del motor.                                                 | Digital, tipo inductivo, a través del sistema electrónico de gestión del motor.                                                                                     | Digital, tipo inductivo, a través del sistema electrónico de gestión del motor.                                                    | Digital, tipo inductivo, a través del sistema electrónico de gestión del motor.                                                                                     |                                        |
| Potencia                            | 128 hp (95 kW) a 12 500 rpm (reclamado)                                                                                            | 79,78 kW (106,99 CV) (rueda trasera) a 12500 rpm                                                                                   | 92 kW (123 hp) a 12 500 rpm | 92 kW (123 hp) a 12 600 rpm | 92 kW (123 hp) a 12 600 rpm | 128 hp (95 kW) a 12 500 rpm (reclamado)                                                                                            | 128 hp (95 kW) a 12 500 rpm (reclamado) |                                        |
| Par                                 | 75 N⋅m (55 lbf⋅ft) a 11 900 rpm (reclamado)                                                                                        | 64,39 N⋅m (47,49 lbf⋅ft) (rueda trasera) a 9900 rpm                                                                                | 72,3 N⋅m (53,3 lbf⋅ft) a 11 750 rpm                                                                                                | 72,3 N⋅m (53,3 lbf⋅ft) a 11 750 rpm                                                                                             | 72,3 N⋅m (53,3 lbf⋅ft) a 11 750 rpm | 64,65 N⋅m (47,68 lbf⋅ft) (rueda trasera)                                                                                           | 64,65 N⋅m (47,68 lbf⋅ft) (rueda trasera) |                                        |
| transmisión                         | Engranaje primario, húmedo, multidisco, deslizador, 6 velocidades, caja de cambios de relación cerrada, cadena con junta tórica    | Engranaje primario, húmedo, multidisco, deslizador, 6 velocidades, caja de cambios de relación cerrada, cadena con junta tórica    | Engranaje primario, húmedo, multidisco, deslizador, 6 velocidades, caja de cambios de relación cerrada, cadena con junta tórica    | Engranaje primario, húmedo, multidisco, deslizador, 6 velocidades, caja de cambios de relación cerrada, cadena con junta tórica | Engranaje primario, húmedo, multidisco, deslizador, 6 velocidades, caja de cambios de relación cerrada, cadena con junta tórica                                     | Engranaje primario, embrague húmedo multidisco, 6 velocidades, caja de cambios de relación cerrada, cadena con junta tórica        | Engranaje primario, embrague húmedo multidisco, 6 velocidades, caja de cambios de relación cerrada, cadena con junta tórica                                         |                                        |
| Marco                               | Doble viga de aluminio. Trasero: fundición a presión de alta presión de 2 piezas                                                   | Doble viga de aluminio. Trasero: fundición a presión de alta presión de 2 piezas                                                   | Doble viga de aluminio. Trasero: fundición a presión de alta presión de 2 piezas                                                   | Doble viga de aluminio. Trasero: fundición a presión de alta presión de 2 piezas                                                | Doble viga de aluminio. Trasero: fundición a presión de alta presión de 2 piezas                                                                                    | Doble viga de aluminio. Trasero: fundición a presión de alta presión de 2 piezas                                                   | Doble viga de aluminio. Trasero: fundición a presión de alta presión de 2 piezas                                                                                    |                                        |
| basculante                          | Aleación de aluminio reforzado, de dos lados, con posición de pivote ajustable                                                     | Aleación de aluminio reforzado, de dos lados, con posición de pivote ajustable                                                     | Aleación de aluminio reforzado, de dos lados, con posición de pivote ajustable                                                     | Aleación de aluminio reforzado, de dos lados, con posición de pivote ajustable                                                  | Aleación de aluminio reforzado, de dos lados, con posición de pivote ajustable                                                                                      | Aleación de aluminio reforzado, de dos lados, con posición de pivote ajustable                                                     | Aleación de aluminio reforzado, de dos lados, con posición de pivote ajustable                                                                                      |                                        |
| Rueda delantera                     | Aleación de aluminio fundido de 5 radios, 17 pulg. × 3,5 pulg. (432 mm × 89 mm)                                                    | Aleación de aluminio fundido de 5 radios, 17 pulg. × 3,5 pulg. (432 mm × 89 mm)                                                    | Aleación de aluminio fundido de 5 radios, 17 pulg. × 3,5 pulg. (432 mm × 89 mm)                                                    | Aleación de aluminio fundido de 5 radios, 17 pulg. × 3,5 pulg. (432 mm × 89 mm)                                                 | Aleación de aluminio fundido de 5 radios, 17 pulg. × 3,5 pulg. (432 mm × 89 mm)                                                                                     | Aleación de aluminio fundido de 5 radios, 17 pulg. × 3,5 pulg. (432 mm × 89 mm)                                                    | Aleación de aluminio fundido de 5 radios, 17 pulg. × 3,5 pulg. (432 mm × 89 mm)                                                                                     |                                        |
| Rueda trasera                       | Aleación de aluminio fundido de 5 radios, 17 pulg. × 5,5 pulg. (430 mm × 140 mm)                                                   | Aleación de aluminio fundido de 5 radios, 17 pulg. × 5,5 pulg. (430 mm × 140 mm)                                                   | Aleación de aluminio fundido de 5 radios, 17 pulg. × 5,5 pulg. (430 mm × 140 mm)                                                   | Aleación de aluminio fundido de 5 radios, 17 pulg. × 5,5 pulg. (430 mm × 140 mm)                                                | Aleación de aluminio fundido de 5 radios, 17 pulg. × 5,5 pulg. (430 mm × 140 mm)                                                                                    | Aleación de aluminio fundido de 5 radios, 17 pulg. × 5,5 pulg. (430 mm × 140 mm)                                                   | Aleación de aluminio fundido de 5 radios, 17 pulg. × 5,5 pulg. (430 mm × 140 mm)                                                                                    |                                        |
| Neumático delantero                 | 120/70 EUR 17 | 120/70 EUR 17 | 120/70 EUR 17 | 120/70 EUR 17 | 120/70 EUR 17 | 120/70 EUR 17 | 120/70 EUR 17 |                                        |
| Neumático trasero                   | 180/55 EUR 17 | 180/55 EUR 17 | 180/55 EUR 17 | 180/55 EUR 17 | 180/55 EUR 17 | 180/55 EUR 17 | 180/55 EUR 17 |                                        |
| Suspensión delantera                | Horquilla invertida NIX30 Öhlins de 43 mm con precarga ajustable, amortiguación en extensión y compresión, 120 mm de recorrido     | Horquilla invertida NIX30 Öhlins de 43 mm con precarga ajustable, amortiguación en extensión y compresión, 120 mm de recorrido     | Horquilla invertida NIX30 Öhlins de 43 mm con precarga ajustable, amortiguación en extensión y compresión, 120 mm de recorrido     | Horquillas USD de 41 mm (1,6 in) con precarga ajustable, rebote y amortiguación de compresión                                   | Horquilla USD de 41 mm (1,6 in) con precarga ajustable, rebote y amortiguación de compresión de alta/baja velocidad, recorrido de 120 mm                            | Horquilla invertida Öhlins NIX30 de 43 mm con precarga ajustable, rebote y compresión, 110 mm de recorrido                         | Horquilla invertida Kayaba de 41 mm con precarga ajustable, rebote y compresión de alta/baja velocidad, 110 mm de recorrido                                         |                                        |
| Suspensión trasera                  | Monoamortiguador Öhlins TTX36 bitubular con depósito piggy back, ajustable, extensión y compresión, recorrido rueda trasera 133 mm | Monoamortiguador Öhlins TTX36 bitubular con depósito piggy back, ajustable, extensión y compresión, recorrido rueda trasera 133 mm | Monoamortiguador Öhlins TTX36 bitubular con depósito piggy back, ajustable, extensión y compresión, recorrido rueda trasera 133 mm | Monoshock con depósito piggy back ajustable para amortiguación de precarga, rebote y compresión                                 | Monoamortiguador con depósito piggy back ajustable en precarga, rebote y amortiguación de compresión a alta/baja velocidad, recorrido de la rueda trasera de 130 mm | Monoamortiguador Öhlins TTX36 bitubo con depósito piggy back, ajustable, rebote y compresión, recorrido de la rueda trasera 130 mm | Monoamortiguador Kayaba con depósito piggy back ajustable para rebote y amortiguación de compresión de alta/baja velocidad, recorrido de la rueda trasera de 129 mm |                                        |
| frenos delanteros                   | Discos flotantes gemelos de 310 mm, pinzas monobloque radiales Brembo de 4 pistones (ABS conmutable)                               | Discos flotantes gemelos de 310 mm, pinzas monobloque radiales Brembo de 4 pistones (ABS conmutable)                               | Discos flotantes gemelos de 310 mm, pinzas monobloque radiales Brembo de 4 pistones (ABS conmutable)                               | Discos flotantes gemelos de 308 mm (12,1 in), pinzas radiales de 4 pistones con cilindro maestro radial                         | Discos flotantes gemelos de 308 mm (12,1 in), pinzas monobloque radiales Nissin de 4 pistones                                                                       | Discos flotantes gemelos de 308 mm, pinzas monobloque radiales Brembo de 4 pistones                                                | Discos flotantes gemelos de 310 mm, pinzas monobloque radiales Nissin de 4 pistones (ABS conmutable)                                                                |                                        |
| Frenos traseros                     | Disco único de 220 mm, pinza Brembo de un pistón (ABS conmutable)                                                                  | Disco único de 220 mm, pinza Brembo de un pistón (ABS conmutable)                                                                  | Disco único de 220 mm, pinza Brembo de un pistón (ABS conmutable)                                                                  | Disco único de 220 mm (8,7 in), pinza de pistón único                                                                           | Disco único de 220 mm (8,7 in), pinza de pistón único | Disco único de 220 mm, pinza Nissin de un pistón                                                                                   | Disco único de 220 mm, pinza Nissin de un pistón |                                        |
| Dimensiones                         | | | | | | | |                                        |
| Longitud                            | 2010 mm (79 pulgadas) | 2010 mm (79 pulgadas) | 2010 mm (79 pulgadas) | 2020 mm (80 pulgadas) | 2020 mm (80 pulgadas) | 2045 mm (80,5 pulgadas) | 2045 mm (80,5 pulgadas) |                                        |
| Ancho                               | 710 mm (28 pulgadas) | 710 mm (28 pulgadas) | 710 mm (28 pulgadas) | 710 mm (28 pulgadas) | 710 mm (28 pulgadas) | 695 mm (27,4 pulgadas) | 695 mm (27,4 pulgadas) |                                        |
| Altura                              | 1.109 mm (43,7 pulgadas) | 1.109 mm (43,7 pulgadas) | 1.109 mm (43,7 pulgadas) | 1.105 mm (43,5 pulgadas) | 1.105 mm (43,5 pulgadas) | 1.112 mm (43,8 pulgadas) | 1.112 mm (43,8 pulgadas) |                                        |
| Altura del asiento                  | 825 mm (32,5 pulgadas) | 825 mm (32,5 pulgadas) | 825 mm (32,5 pulgadas) | 830 mm (33 pulgadas) | 830 mm (33 pulgadas) | 830 mm (33 pulgadas) | 830 mm (33 pulgadas) |                                        |
| distancia entre ejes                | 1.392 mm (54,8 pulgadas) | 1.392 mm (54,8 pulgadas) | 1.392 mm (54,8 pulgadas) | 1.415 mm (55,7 pulgadas) | 1.395 mm (54,9 pulgadas) | 1.375 mm (5419 pulgadas) | 1.375 mm (5419 pulgadas) |                                        |
| Rastrillo/Sendero                   | 23,5°/86,8 mm (3,42 pulgadas) | 23,5°/86,8 mm (3,42 pulgadas) | 23,5°/86,8 mm (3,42 pulgadas) | 23,9°/89,1 mm (3,51 pulgadas)                                                                                                   | 23,9°/89,1 mm (3,51 pulgadas) | 22,9°/87,2 mm (3,43 pulgadas) | 22,9°/87,2 mm (3,43 pulgadas) |                                        |
| Peso en seco                        | 176 kg (389 libras) | 165,0 kg (363,7 libras) | 165,0 kg (363,7 libras) | 165,0 kg (363,7 libras) | 161 kg (356 libras) | 167 kg (368 libras) | 167 kg (368 libras) |                                        |
| Peso mojado                         | 189 kg (417 libras) | 189 kg (417 libras) | 189 kg (417 libras) | 185 kg (407 libras) | 185 kg (407 libras) | 184 kg (405 libras) | 184 kg (405 libras) |                                        |
| Capacidad del tanque de combustible | 17,4 l (3,8 gal imp.; 4,6 gal EE. UU.)                                                                                             | 17,4 l (3,8 gal imp.; 4,6 gal EE. UU.)                                                                                             | 17,4 l (3,8 gal imp.; 4,6 gal EE. UU.)                                                                                             | 17,4 l (3,8 gal imp.; 4,6 gal EE. UU.)                                                                                          | 17,4 l (3,8 gal imp.; 4,6 gal EE. UU.) | 17,4 l (3,8 gal imp.; 4,6 gal EE. UU.)                                                                                             | 17,4 l (3,8 gal imp.; 4,6 gal EE. UU.) | 17,4 l (3,8 gal imp.; 4,6 gal EE. UU.) |
| Actuación                           | | | | | | | |                                        |
| 0 a 60 mph (0 a 97 km/h)            | 3,2 s | 3,2 s | 3,2 s | 3,2 s | 3,3 s | 3,3 s | 3,3 seg |                                        |
| 0 a 1 ⁄ 4 millas (0,00 a 0,40 km)   | 11,1 s | 10,76 s a 208,10 km/h (129,31 mph)                                                                                                 | 10,76 s a 208,10 km/h (129,31 mph)                                                                                                 | 10,76 s a 208,10 km/h (129,31 mph)                                                                                              | 11,0 s | 11,0 s | 11,1 seg |                                        |
| Velocidad máxima                    | 249 km/h (155 mph) | 249 km/h (155 mph) | 249 km/h (155 mph) | 253,1 km/h (157,3 mph) | 253,1 km/h (157,3 mph) | 253,1 km/h (157,3 mph) | 253,1 km/h (157,3 mph) |                                        |
| Economía de combustible             | 6,11 l/100 km; 46,2 mpg -imp (38,5 mpg -EE. UU. )                                                                                  | 6,11 l/100 km; 46,2 mpg -imp (38,5 mpg -EE. UU. )                                                                                  | 6,11 l/100 km; 46,2 mpg -imp (38,5 mpg -EE. UU. )                                                                                  | 6,11 l/100 km; 46,2 mpg -imp (38,5 mpg -EE. UU. )                                                                               | 6,11 l/100 km; 46,2 mpg -imp (38,5 mpg -EE. UU. ) | 7,0 l/100 km; 40,5 mpg -imp (33,7 mpg -EE. UU. )                                                                                   | 7,0 l/100 km; 40,5 mpg -imp (33,7 mpg -EE. UU. ) |                                        |

## Galería

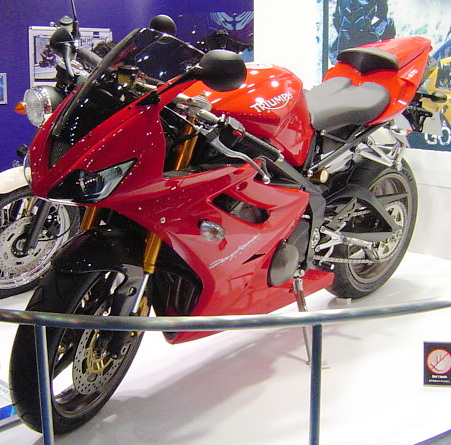
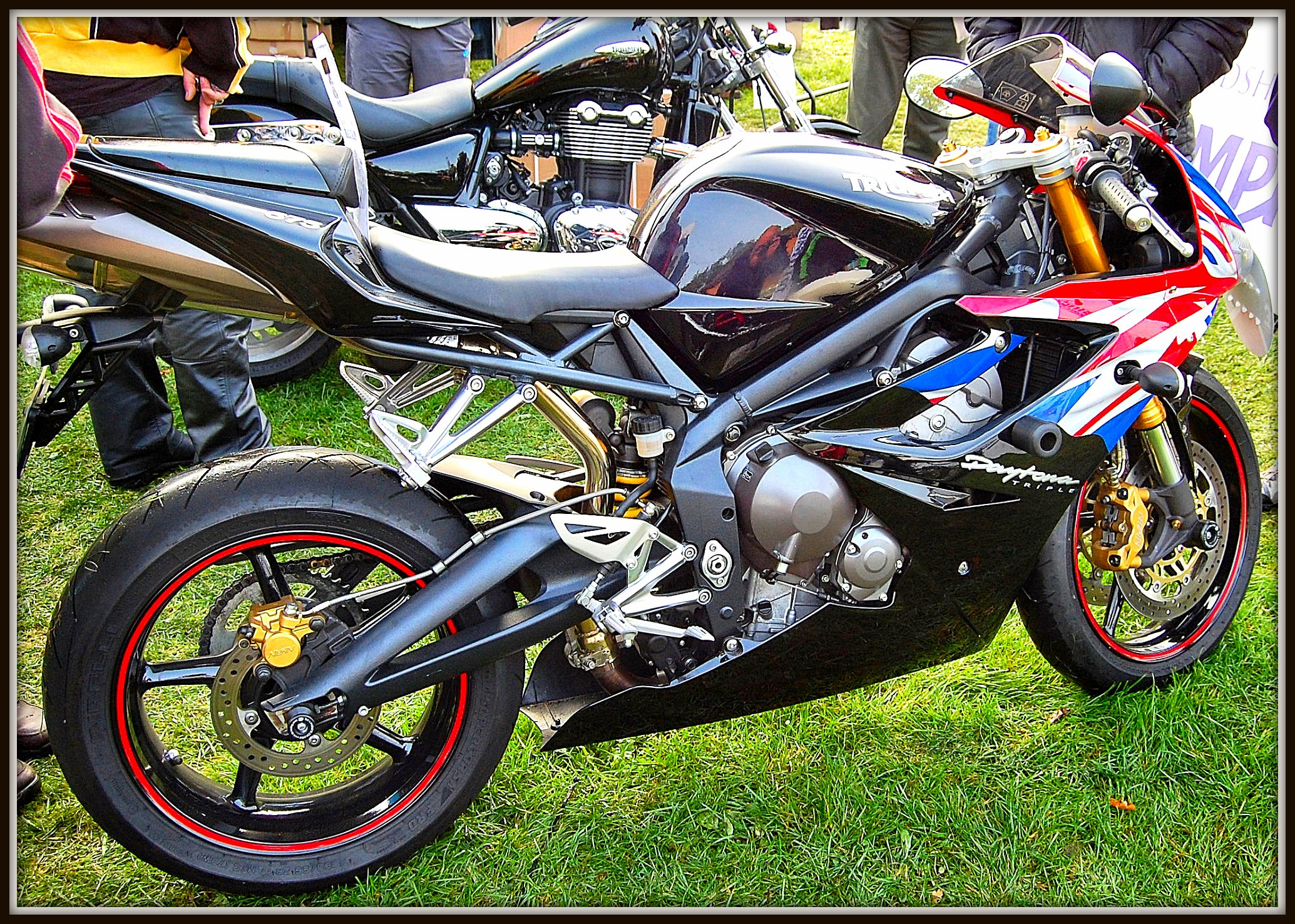
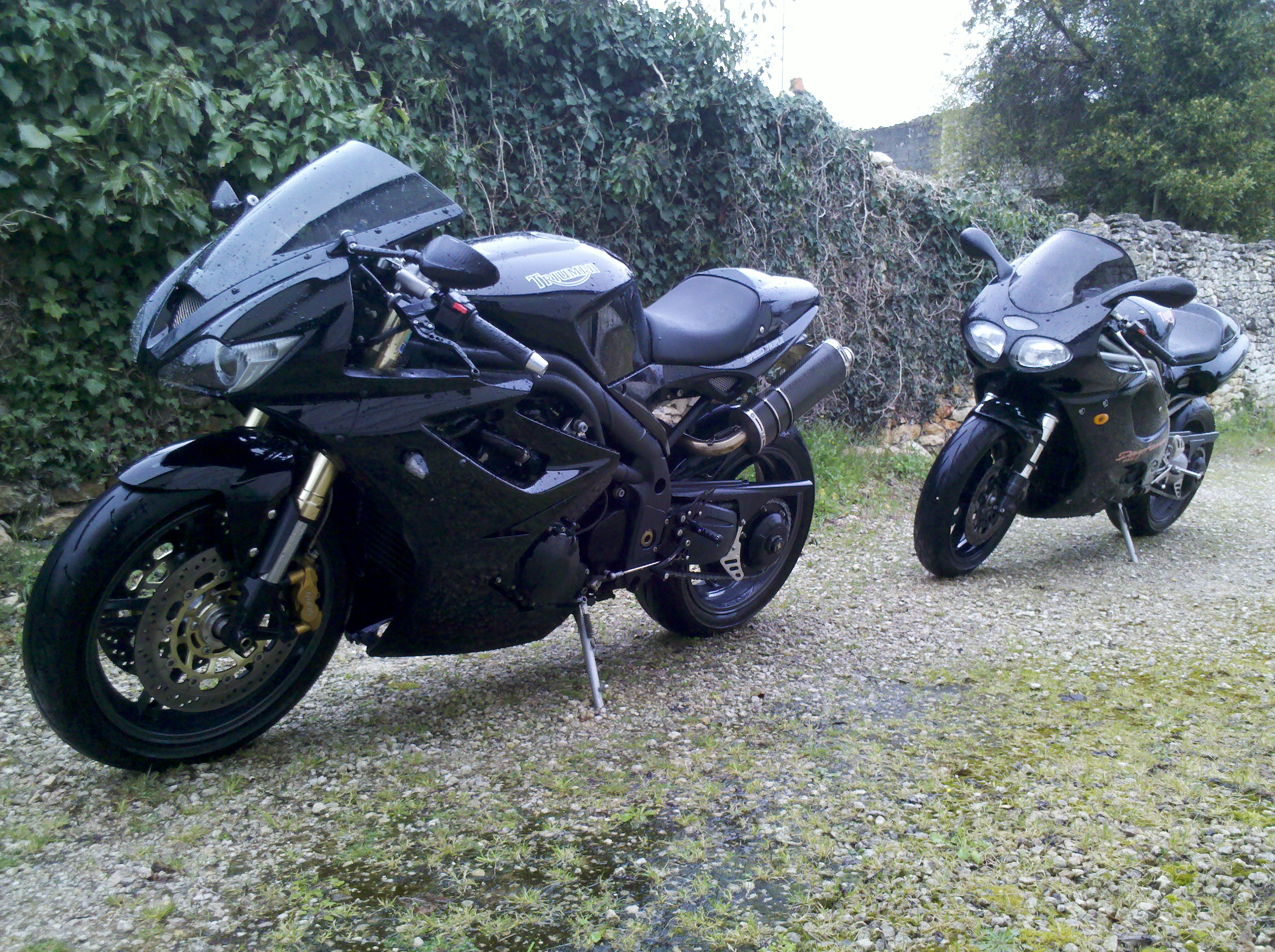
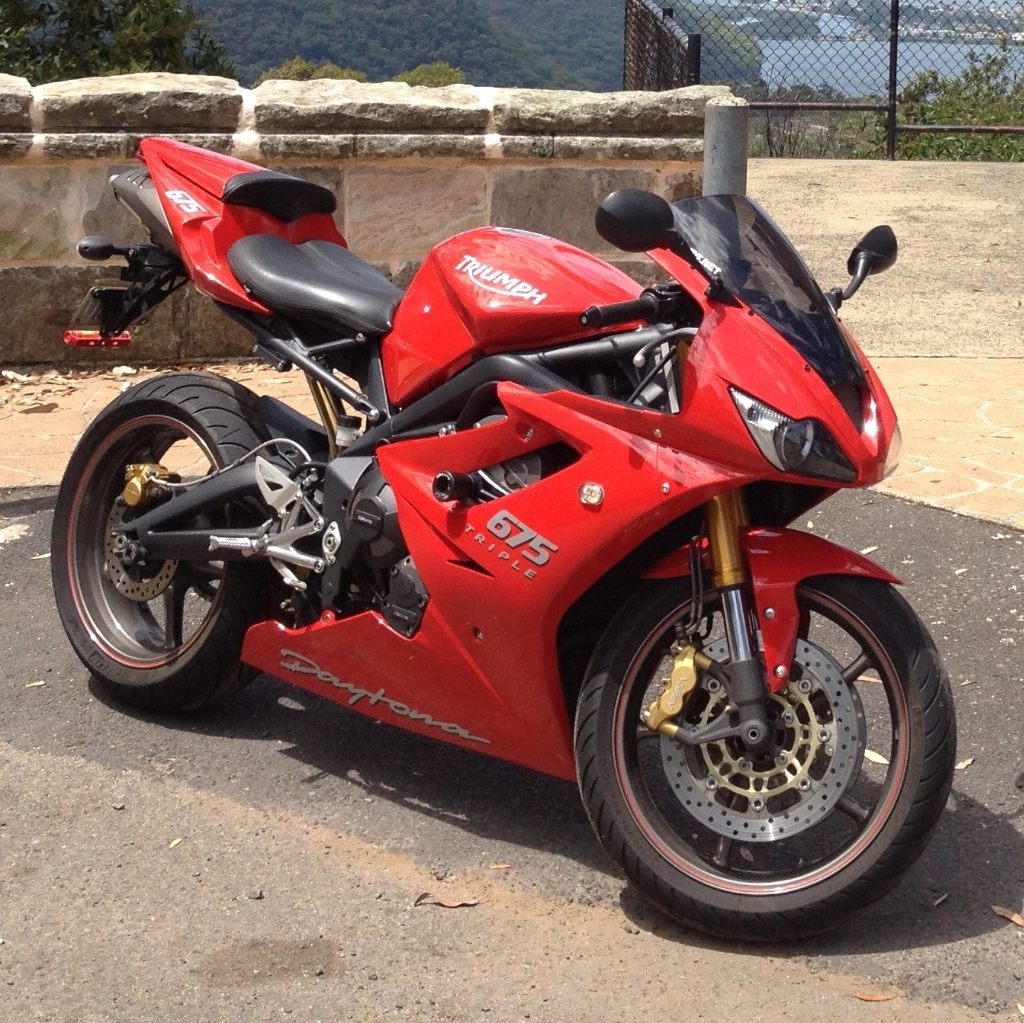
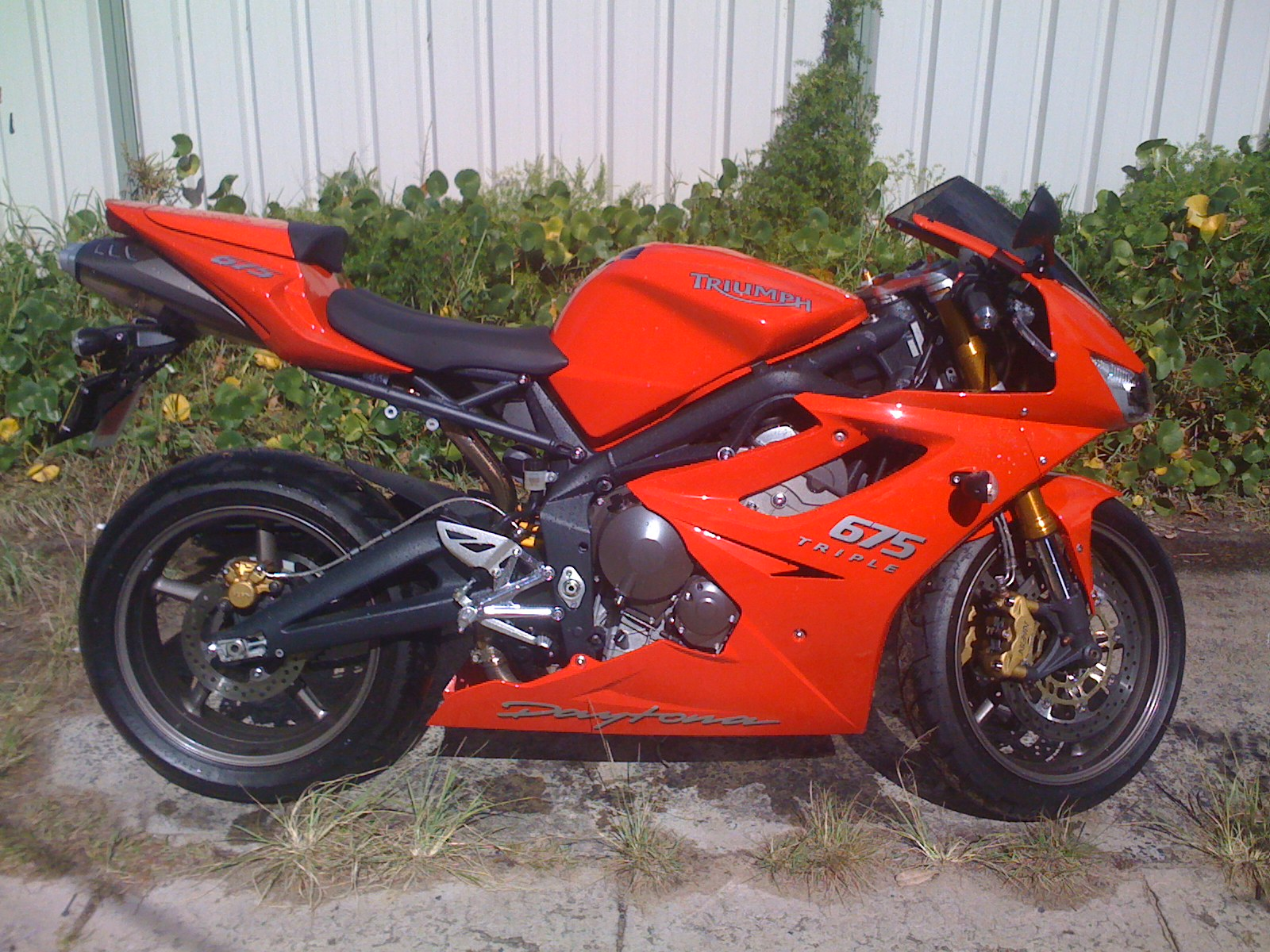
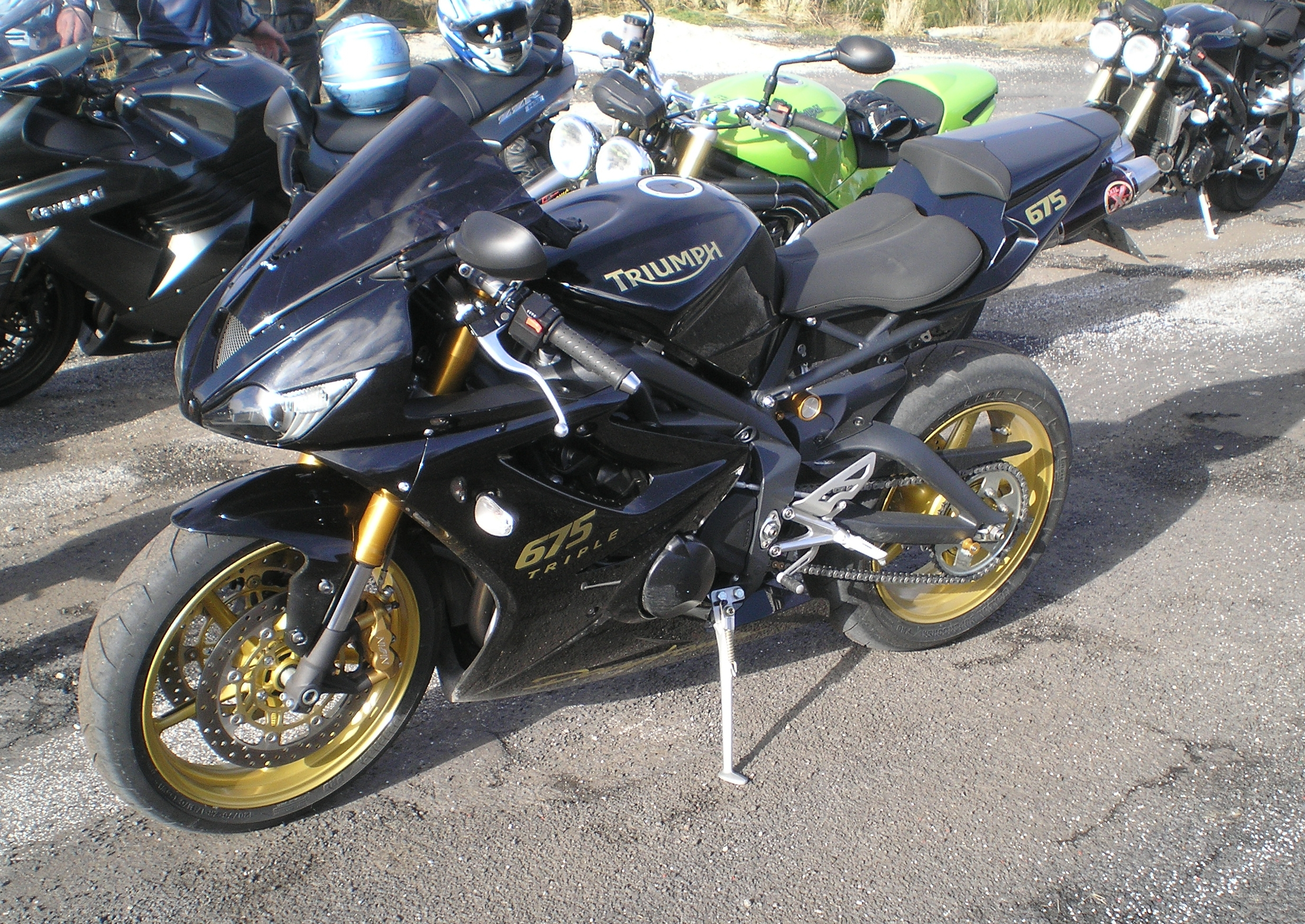
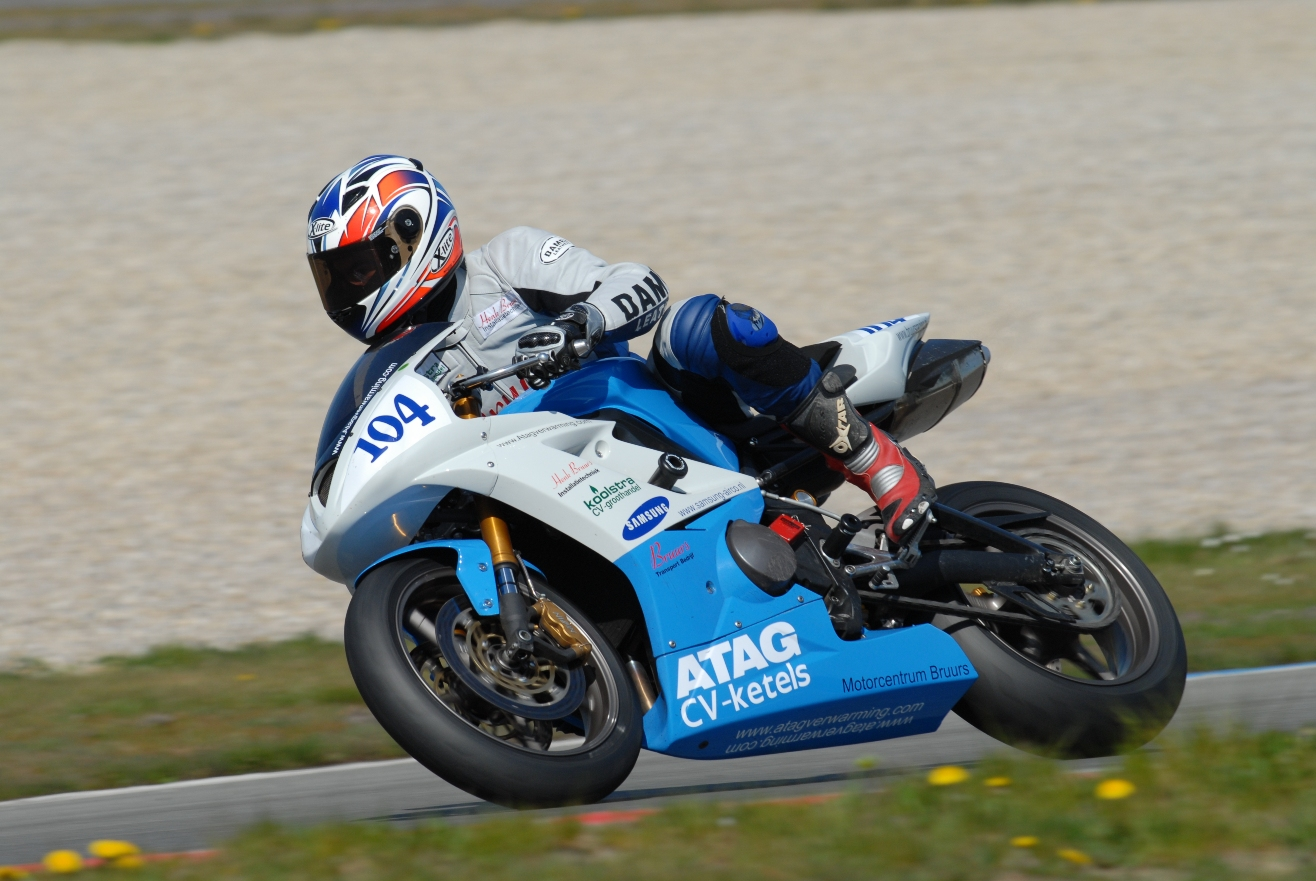